# Thinadhoo
Thinadhoo – wyspa na Malediwach, stolica atolu Gaafu Dhaalu; według danych szacunkowych na rok 2014 liczyła 4669 mieszkańców.